# Nikolaï Borchtchevski
Temple de la renommée russe : 2014
Nikolaï Konstantinovitch Borchtchevski - en russe : Николай Константинович Борщевский et en anglais : Nikolai Borschevsky - (né le 12 janvier 1965 à Tomsk en URSS) est un joueur professionnel russe de hockey sur glace  devenu entraîneur.

## Biographie

### Carrière de joueur
En 1983, il commence sa carrière avec le Dynamo Moscou en championnat d'URSS. En 1989, il signe au HC Spartak Moscou. Il est choisi en 1992 au cours du repêchage d'entrée dans la Ligue nationale de hockey par les Maple Leafs de Toronto en 4e ronde, en 77e position. Il part alors en Amérique du Nord. En plus des Maple Leafs, il a porté les couleurs des Flames de Calgary et des Stars de Dallas.Il met un terme à sa carrière en 1998.

### Carrière d'entraîneur
En 2005, il prend en main l'équipe réserve du Lokomotiv Iaroslavl. En automne 2006, il remplace Vladimir Iourzinov à la tête de l'équipe première. Il est ensuite nommé entraîneur de l'Atlant Mytichtchi en 2008 puis entraîneur adjoint du SKA Saint-Pétersbourg en 2014.

### Carrière internationale
Il a représenté l'Équipe d'URSS puis Équipe de Russie. Il a participé aux Jeux olympiques de 1992 conclus par une médaille d'or. Il a également participé à une édition championnats du monde.

## Statistiques
Pour les significations des abréviations, voir Statistiques du hockey sur glace.
| Saison     | Équipe                 | Ligue      |     | Saison régulière | Saison régulière | Saison régulière | Saison régulière | Saison régulière |    | Séries éliminatoires | Séries éliminatoires | Séries éliminatoires | Séries éliminatoires | Séries éliminatoires |
| Saison     | Équipe                 | Ligue      | PJ  | B                | A                | Pts              | Pun              | PJ               | B  | A                    | Pts                  | Pun                  |                      |                      |
| 1983-1984  | Dynamo Moscou          | Superliga  | 34  | 4                | 5                | 9                | 4                |                  |    |                      |                      |                      |                      |                      |
| 1984-1985  | Dynamo Moscou          | Superliga  | 34  | 5                | 9                | 14               | 6                |                  |    |                      |                      |                      |                      |                      |
| 1985-1986  | Dynamo Moscou          | Superliga  | 31  | 6                | 4                | 10               | 4                |                  |    |                      |                      |                      |                      |                      |
| 1986-1987  | Dynamo Moscou          | Superliga  | 28  | 1                | 4                | 5                | 8                |                  |    |                      |                      |                      |                      |                      |
| 1987-1988  | Dynamo Moscou          | Superliga  | 37  | 11               | 7                | 18               | 6                |                  |    |                      |                      |                      |                      |                      |
| 1988-1989  | Dynamo Moscou          | Superliga  | 42  | 7                | 8                | 15               | 18               |                  |    |                      |                      |                      |                      |                      |
| 1989-1990  | Spartak Moscou         | Superliga  | 48  | 17               | 25               | 42               | 8                |                  |    |                      |                      |                      |                      |                      |
| 1990-1991  | Spartak Moscou         | Superliga  | 45  | 19               | 16               | 35               | 16               |                  |    |                      |                      |                      |                      |                      |
| 1991-1992  | Spartak Moscou         | Superliga  | 34  | 22               | 13               | 35               | 14               |                  |    |                      |                      |                      |                      |                      |
| 1992-1993  | Maple Leafs de Toronto | LNH        | 78  | 34               | 40               | 74               | 28               | 16               | 2  | 7                    | 9                    | 0                    |                      |                      |
| 1993-1994  | Maple Leafs de Toronto | LNH        | 45  | 14               | 20               | 34               | 10               | 15               | 2  | 2                    | 4                    | 4                    |                      |                      |
| 1994-1995  | Spartak Moscou         | Superliga  | 9   | 5                | 1                | 6                | 14               | --               | -- | --                   | --                   | --                   |                      |                      |
| 1994-1995  | Maple Leafs de Toronto | LNH        | 19  | 0                | 5                | 5                | 0                | --               | -- | --                   | --                   | --                   |                      |                      |
| 1994-1995  | Flames de Calgary      | LNH        | 8   | 0                | 5                | 5                | 0                | --               | -- | --                   | --                   | --                   |                      |                      |
| 1995-1996  | Stars de Dallas        | LNH        | 12  | 1                | 3                | 4                | 6                | --               | -- | --                   | --                   | --                   |                      |                      |
| 1995-1996  | Kölner Haie            | DEL        | 8   | 0                | 4                | 4                | 27               |                  |    |                      |                      |                      |                      |                      |
| 1996-1997  | Spartak Moscou         | Superliga  | 42  | 15               | 29               | 44               | 52               |                  |    |                      |                      |                      |                      |                      |
| 1997-1998  | Spartak Moscou         | Superliga  | 46  | 10               | 17               | 27               | 30               |                  |    |                      |                      |                      |                      |                      |
| Totaux LNH | Totaux LNH             | Totaux LNH | 162 | 49               | 73               | 122              | 44               | 31               | 4  | 9                    | 13                   | 4                    |                      |                      |

### En équipe nationale
| Année | Équipe | Compétition                 |   | PJ | B | A  | Pts | Pun                |  | Résultat |
| 1982  | URSS   | Championnat d'Europe junior | 5 | 3  | 1 | 4  | 8   | Médaille de bronze |  |          |
| 1983  | URSS   | Championnat d'Europe junior | 5 | 6  | 5 | 11 | 8   | Médaille d'or      |  |          |
| 1984  | URSS   | Championnat du monde junior | 7 | 6  | 7 | 13 | 4   | Médaille d'or      |  |          |
| 1992  | Russie | Jeux olympiques             | 8 | 7  | 2 | 9  | 0   | Médaille d'or      |  |          |
| 1992  | Russie | Championnat du monde        | 6 | 1  | 3 | 4  | 2   | 5e                 |  |          |